# Ernest Eddy
Ernest W. Eddy – amerykański strzelec, mistrz świata.
W 1913 roku posiadał stopień kapitana, służył w 8 Pułku Piechoty w Ohio.
Eddy jest trzykrotnym medalistą mistrzostw świata. Pierwszy i jedyny tytuł mistrza globu zdobył na turnieju w 1912 roku, gdy został złotym medalistą w karabinie wojskowym stojąc z 300 m. Był to pierwszy w historii tytuł mistrza świata zdobyty przez amerykańskiego strzelca (wraz z Harrym Simonem byli również pierwszymi medalistami dla Stanów Zjednoczonych). Na zawodach rozegranych rok później dwukrotnie stawał na najniższym stopniu podium, zdobywając indywidualnie brąz w karabinie wojskowym leżąc z 300 m i drużynowo w karabinie dowolnym w trzech postawach z 300 m (skład zespołu: Ernest Eddy, Frederick Heidenreich, John Kneubel, Cedric Long, Edward Sweeting). Do czasu wybuchu I wojny światowej był zdobywcą największej liczby medali na mistrzostwach świata wśród amerykańskich strzelców. 

## Medale mistrzostw świata
Opracowano na podstawie materiałów źródłowych:
| Mistrzostwa           | Konkurencja                                     | Wynik                                         | Miejsce |
| --------------------- | ----------------------------------------------- | --------------------------------------------- | ------- |
| Bayonna/Biarritz 1912 | Karabin wojskowy stojąc, 300 m                  | 166 pkt.                                      |         |
| Camp Perry 1913       | Karabin wojskowy leżąc, 300 m                   | 178 pkt.                                      |         |
| Camp Perry 1913       | Karabin dowolny, trzy postawy, 300 m, drużynowo | 4578 pkt. (druż.) 939 pkt. ind. (343–318–278) |         |